# Liangjiagou
Liangjiagou (kinesiska: 梁家沟, 梁家沟街道) är en socken i Kina. Den ligger i den autonoma regionen Inre Mongoliet, i den norra delen av landet, omkring 450 kilometer väster om regionhuvudstaden Hohhot. Antalet invånare är 14889. Befolkningen består av 7 249 kvinnor och 7 640 män. Barn under 15 år utgör 11,0 %, vuxna 15-64 år 75 %, och äldre över 65 år 13,0 %.
Genomsnittlig årsnederbörd är 292 millimeter. Den regnigaste månaden är juli, med i genomsnitt 64 mm nederbörd, och den torraste är januari, med 1 mm nederbörd.